# Droit au but
Droit au but est le quatrième épisode de la série télévisée américaine Glee. L'épisode est diffusé pour la première fois sur la chaîne Fox le 23 septembre 2009 et est écrit et réalisé par le producteur exécutif Brad Falchuk. Droit au but voit le membre du glee club Kurt (Chris Colfer) rejoindre l'équipe de football et admettre son homosexualité à son père, Burt (Mike O'Malley). La cheerleader Quinn (Dianna Agron) découvre qu'elle est enceinte et raconte à son petit ami Finn (Cory Monteith) que le bébé est de lui alors qu'en fait le père est son meilleur ami Puck (Mark Salling). Les membres du corps professoral Sue Sylvester (Jane Lynch) et Sandy Ryerson (Stephen Tobolowsky) font équipe en vue de faire tomber le glee club, en débauchant une Rachel (Lea Michele) désabusé qui le quitte quand le directeur du club Will (Matthew Morrison) refuse de lui accorder une chanson en solo. 
Droit au but présente les reprises de deux chansons ainsi que plusieurs chorégraphies sur Single Ladies (Put a Ring on It) de Beyoncé Knowles. Un enregistrement studio de la reprise de Michele de Taking Chances sort en single et disponible en téléchargement numérique et est présent sur l'album Glee: The Music, Volume 1. La scène où Kurt fait son coming out à son père est basée sur l'expérience personnelle du créateur de la série Ryan Murphy. L'intention de Murphy est de s'éloigner des séries où il avait travaillé auparavant dans lesquelles les personnages homosexuelles n'avaient pas de fin heureuse en permettant à Kurt de réussir et d'être accepté.
L'épisode est vu par 6,64 millions de téléspectateurs américains et reçoit des avis mitigés de la part des critiques. Shawna Malcom du Los Angeles Times salue le rythme rapide de l'épisode tandis que Mike Hale du New York Times sent que les personnages principaux n'ont pas assez de temps de présence dans l'épisode. La performance de l'équipe de football sur Single Ladies et le coming out de Kurt à son père sont généralement bien reçus, toutefois les actions de  Rachel recueillent peu de sympathie et quelques critiques commente négativement sur la grossesse de Quinn avec Eric Goldman de IGN la jugeant « vraiment une intrigue de soap opera ».

## Résumé
Le membre du glee club Kurt Hummel est pris en train de danser sur Single Ladies de Beyoncé Knowles par son père Burt et prétend que c'est un exercice de football et qu'il fait maintenant partie de l'équipe. L'autre membre du glee club et quarterback de l'équipe de football Finn Hudson aide Kurt à s'exercer et trouve en lui un kicker habile. Finn convainc l'entraîneur Ken Tanaka (Patrick Gallagher) de laisser Kurt faire un essai dans l'équipe. Ken est ravi de trouver un tel atout pour l'équipe et ajoute Kurt en tant que kicker. Quand la petite amie de Finn, Quinn lui dit qu'elle est enceinte, Finn a peur que ses perspectives d'avenir soient diminuées par la paternité. Il demande au directeur du glee club Will Schuester à entraîner l'équipe de football à danser, croyant que cela va les aider à s'améliorer et à augmenter ses chances d'obtenir une bourse scolaire grâce au football. Finn confie la nouvelle de Quinn à son meilleur ami Puck, qui se confronte plus tard à Quinn, en affirmant être le père du bébé, depuis qu'elle a dit qu'elle était vierge quand ils ont fait l'amour. Quinn rejette Puck, l'appelant un « perdant de Lima » qui ne pourrait jamais se charger d'elle et du bébé comme Finn. La femme de Will Terri (Jessalyn Gilsig) révèle à sa sœur Kendra (Jennifer Aspen) qu'elle a connu une grossesse nerveuse et qu'elle ne porte pas réellement le bébé de Will. Kendra suggère qu'elles acquièrent un bébé et quand Terri apprend la grossesse de Quinn par Will, elle la confronte en lui posant des questions sur ses soins prénatales.
L'entraîneur de cheerleading Sue Sylvester se rapproche de l'ancien directeur du glee club Sandy Ryerson et enrôle lui dans son plan pour saboter le club. Elle fait du chantage au Principal Figgins (Iqbal Theba) pour nommer Sandy comme nouveau directeur artistique du lycée et ensemble, ils organisent des auditions pour une production du lycée de Cabaret, en ayant l'espoir de débaucher la star du glee club, Rachel Berry. Rachel se sent offensé quand Will accorde à Tina (Jenna Ushkowitz) une chanson en solo et donc elle auditionne pour la comédie musicale et obtient le rôle principal. Quand Will refuse de réaffecter le solo à Rachel, elle quitte le club.
L'équipe de football met leur formation de danse en pratique en faisant la chorégraphie de Single Ladies en pleine partie, en déroutant et en distrayant l'équipe adverse, et avec l'aide de Kurt en mesure de gagner. Encouragé par son succès, Kurt fait son coming out à son père Burt et lui dit qu'il est homosexuel; Burt lui dit qu'il savait depuis toujours et aime Kurt malgré tout.

## Production

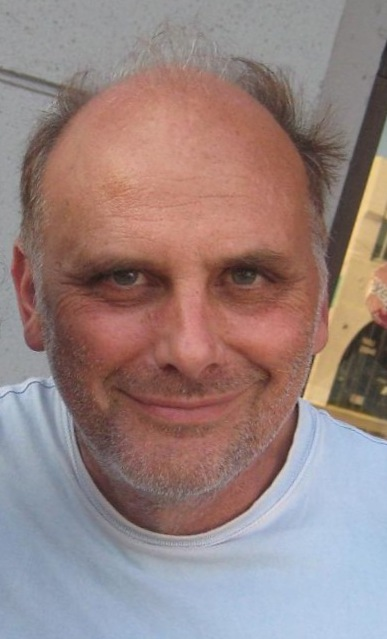
Kurt Fuller (image) fait une apparition dans Droit au but dans le rôle du propriétaire de la chaîne locale d'informations Mr McClung.

Droit au but est écrit et réalisé par le producteur exécutif et le cocréateur de Glee Brad Falchuk. Kurt Fuller est invité pour jouer le rôle du propriétaire de la chaîne locale d'informations Mr McClung. L'épisode comprend les reprises de Taking Chances de Céline Dion et Tonight de West Side Story. Single Ladies (Put a Ring on It) de Beyoncé Knowles est également présent dans plusieurs numéros de danse. Les danseuses accompagnant Kurt pour Single Ladies (Put a Ring on It) sont le rôle régulier Tina (Jenna Ushkowitz) et le rôle récurrent Brittany (Heather Morris). Morris était une des danseuses de Beyoncé pour Single Ladies (Put a Ring on It) et est apparue sur The Today Show, Ellen et d'autres. Un enregistrement studio de Taking Chances sort en single en étant disponible en téléchargement numérique et apparaît sur l'album Glee: The Music, Volume 1. La piste se classe à la 79e place en Australie, à la 73e au Canada et à la 71e aux États-Unis. 
La scène où Kurt fait son coming out à son père est calquée sur la propre vie du créateur de la série Ryan Murphy. Murphy estime que la scène est « une très bonne chose à mettre à la télévision » car quand le public voit des personnages gays isolés et attaqués, il les voit rarement gagner et triompher. Il ajoute que : « La série est sur le point de vous faire sentir bien à la fin. Il s'agit de fins heureuses, d'optimisme, de la puissance de votre parcours personnel et de vous faire sentir que la chose étrange en moi, c'est la grande chose en moi. J'ai fait d'autres séries avec des personnages gays et je dirai que, dans bon nombre de celles-ci, les personnages homosexuels n'ont pas eu une fin heureuse. Et je pense que vous savez quoi? J'en ai assez. ». Colfer fait remarquer que son plus grand défi est de faire en sorte que la scène soit « sincère » et non comique ou « utilisé comme une chute ». Il explique : « Je pense que c'est probablement la première fois que la sexualité d'un personnage est respecté et est presque digne d'une façon et je pense que c'est vraiment important, et il doit y avoir plus de ça à la télé. ».

## Réception
Droit au but est regardé par 6,64 millions de téléspectateurs américains et atteint sur l'échelle de Nielsen, un 3,1/8 (côte d'écoute/note) pour la tranche d'âge des 18-49 ans. Il est le 22e programme le plus vu au Canada durant sa semaine de diffusion avec 1,39 million de téléspectateurs. Au Royaume-Uni, l'épisode est regardé par 1,804 million de téléspectateurs (1,397 million sur E4 et 407 000 en différé), ce qui en fait le programme le plus vu sur E4 et sur E4+1 et du câble durant sa semaine de diffusion ainsi que l'épisode le plus vu de la série à ce moment-là. L'épisode reçoit des avis mitigés de la part des critiques. Shawna Malcom du Los Angeles Times commente le programme positivement, saluant la performance de l'équipe de football sur la chorégraphie de Single Ladies et le coming out de Kurt à son père. Malcom apprécie également le rythme rapide de l'épisode, cependant Mike Hale du New York Post est moins favorable, jugeant l'épisode « bourré avec les intrigues ». Il estime également que les personnages principaux n'ont pas assez de temps d'antenne et que : « Il y eut tellement de choses exposées qu'il ne semble pas avoir beaucoup de place pour rire. ».

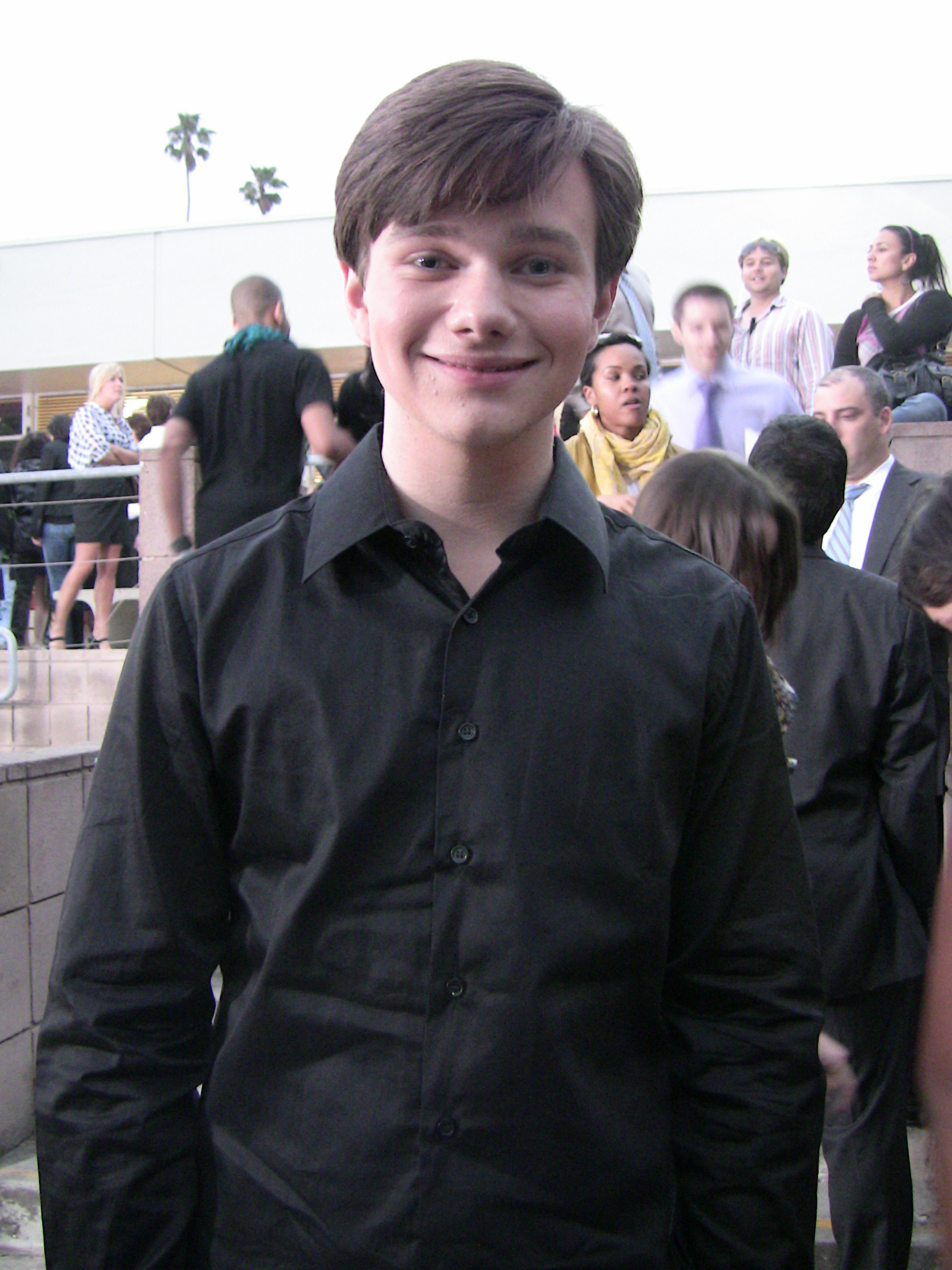
L'interprétation de Colfer lors de la scène du coming out de Kurt est bien reçue par les critiques.

Tim Stack de Entertainment Weekly écrit que, même si la danse dans cet épisode est amusant, Droit au but manque de « grands moments de chant » en dehors de la performance de Rachel de Taking Chances. Il juge la grossesse de Quinn « un bon rebondissement dramatique » mas il espère que cela ne serait pas une histoire durable. Eric Goldman de IGN note l'épisode avec un 8,8 sur 10. Il appelle la performance de Single Ladies « un moment mémorable de télévision » et écrit que la grossesse de Quinn est une « véritable intrigue de soap opera », cependant il commente que « heureusement Glee est le genre de série qui le gère avec humour ».
James Poniewozik de Time juge le coming out de Kurt comme « magnifiquement traité » en commentant « le fait que le papa (Mike O'Malley, qui s'avère être un acteur avec un assez bon personnage) finit par ne pas être le rustre que nous pensons qu'il va être est l'un des premiers signes que Glee est de plus en plus comme une série, qui après avoir créé un monde de stéréotypes de couleurs primaires, est maintenant prêt à renverser ces attentes. ». Raymund Flandez du Wall Street Journal critique les actions de Rachel dans l'épisode et estime que « Rachel est devenue insupportable. Les désaccords avec M. Schue au sujet de son propre développement avec une triple menace authentique l'ont marquée comme une diva autoritaire pour le reste de Glee. ».
Le duo comique composé de Sue et Sandy attire des éloges avec Stack les jugeant comme « toujours les meilleurs méchants ». Goldman dit que : « Tobolowsky est formidable dans ce rôle de Sandy où il parvient à faire tout ce qu'il dit [...] cela sonne étonnamment d'une façon inquiétante. ». Hale critique Lynch dans le rôle de Sue, cependant, en écrivant qu'elle donne « une interprétation avec une seule note », suggérant qu'on lui a confié à tort ce rôle.